# Aeluroglena cucullata
 Aeluroglena cucullata – gatunek węża z rodziny połozowatych (Colubridae), jedyny przedstawiciel monotypowego rodzaju Aeluroglena. Znany z nielicznych okazów pozyskanych w północnej Somalii. Choć miejsce występowania gatunku znajduje się w pobliżu granicy z Etiopią, jak dotąd brak jest stwierdzeń z tego kraju.